# Medizini
Medizini ist ein Postermagazin für Kinder aus dem Wort und Bild Verlag. Medizini erscheint monatlich in Apotheken und wird kostenlos angeboten.

## Geschichte
Im Mai 1974 erschien das erste Magazin (herausgegeben von Rolf Becker), damals noch unter dem Namen Medi & Zini, mit der Ausgabe 7. 1986 wurde der Name auf Medizini geändert. Bis 1998 umfasste eine Ausgabe je ein Poster im Format DIN A1, im Juli 1998 wurde der Umfang um ein 2. (Wissens-)Poster im Format DIN A2 erweitert. Die Auflage beträgt 1,35 Millionen Exemplare (Stand IV/2019). Die Medizini-Magazine werden außerdem von der Stiftung Lesen empfohlen.

## Inhalt
Die Poster zeigen meist Motive aus dem Tierreich. Das Wissensposter erläutert teilweise auch Sachverhalte aus Technik, Wissenschaft oder Geschichte.
Auf der Rückseite der Poster werden Comics, Spiele, Rätsel, Witze und informative Berichte angeboten. Es ist auch ein Gewinnspiel enthalten. Dazu muss eine Frage über einen Artikel, meistens geht es um ein Tier, beantwortet werden.

### Comics im Medizini
Jede Mediziniausgabe enthält ca. 2 Din A4-Seiten mit Comics. Folgende Serien sind regelmäßig vertreten:
- Familie Mausebein: In der langlebigsten Serie, die seit den frühen 1980er Jahren existiert, spielen Bobbi und sein Bruder Bubi Mausebein, zwei kleine Mäuseriche, die Hauptrolle. Häufig geht es um Lügen, die Bobbi, manchmal auch zusammen mit seinem Bruder, den Eltern oder den Freunden auftischt. Allerdings ist er dabei so unbeholfen, dass sich am Schluss die Unwahrheit seiner Aussagen herausstellt. Die von Branco Karabajić geschaffene Serie, deren Figuren zeichenstilistisch stark denen des Fix-und-Foxi-Universums-ähneln, wurde von ihm ca. 20 Jahre lang gestaltet. 2002 übernahm Florian Julino die Zeichnungen, 2015 abgelöst von Bernd „Bone“ Buddrus.

- Nico: Ein Pferdecomic von Bärbel Skarabela, welches mittlerweile 299 Teile umfasst (Stand: Februar 2024)

### Rubriken im Medizini
- Tipps aus deiner Apotheke
- Wunderwerk Mensch
- Die bunte Seite: Spiele, Rätsel und Witze
- Medizini Sport
- Comics
- Preisrätsel

### Frühere Inhalte: Comics
- Willi Wurm und seine Freunde: Von 1995 bis November 2013 war die Bildungs-Comic-Serie in mehr als 220 Teilen monatlich mit einer Seite in dem Magazin vertreten. In der Serie wurden in Comicform ökologische und populärwissenschaftliche Zusammenhänge für Kinder aufbereitet. Die Serie Willi Wurm und seine Freunde wurde von den Autoren Jan Gulbransson und Gabriel Nemeth gestaltet. Die Hauptcharaktere waren Willi Wurm, Wendy Wurm, Rudi Ratzki, Ricki Ratzki, Ferdi Ratzki, Ben Ratzki, Viola Flatter sowie Martin Müllsack.
- Käpt’n Blaubär (bis 2013)
- Willi und Rudi (bis 2018)
- Die Medizinis: Eine Gag-Comicserie von Wojtek Pakmur (bis 2022)